# Pij
Pij je moško osebno ime.

## Izvor imena
Ime Pij izhaja iz latinskega imena Pius. Ime Pius pa izhaja iz latinskega pridevnika pius v pomenih »pobožen, mil, dober, nežen, ljubezniv, prav, ljub drag«.

## Pogostost imena
Po podatkih Statističnega urada Republike Slovenije je bilo na dan 31. decembra 2007 v Sloveniji število moških oseb z imenom Pij manjše kot 5 ali pa to ime na ta dan sploh ni bilo v uporabi.

## Osebni praznik
V koledarju je ime Pij skupaj z imenom Pija, god praznuje 30. aprila.

## Zanimivost
Ime Pij je imelo do sedaj 12 papežev, med katerimi sta bila dva kanonizirana za svetnika (Pij V. in Pij X.),  eden pa razglašen za blaženega (Pij IX.).